# Parce sepulto

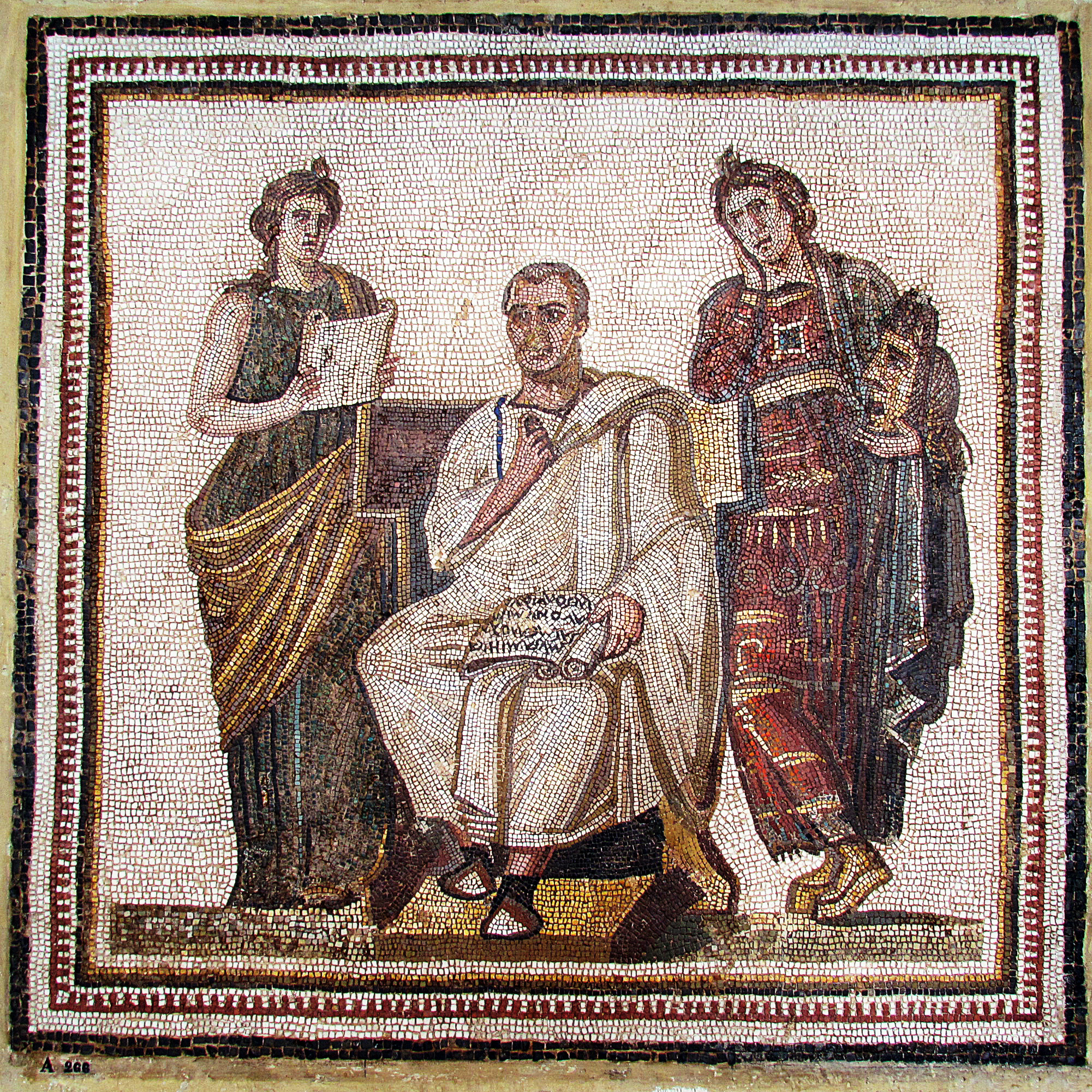
Virgilio con lEneide tra Clio e Melpomene

Parce sepulto è una locuzione latina di Virgilio che in italiano significa, alla lettera, «abbi rispetto per il sepolto» (e, per estensione, per il defunto).
L'espressione si trova in Eneide, III, 41.
Il senso di detta espressione è che non ha senso continuare a odiare o a parlar male di una persona dopo la sua morte, e che è meglio gli si riservi il rispetto dovuto a chi non è più tra i viventi.